# Reniel Díaz
Reniel Díaz – kubański zapaśnik w stylu klasycznym. Brązowy medal na mistrzostwach panamerykańskich w 2003.